# Herrenhaus Wellingsbüttel
Das Herrenhaus Wellingsbüttel ist ein neunachsiger Barockbau und wurde um etwa 1750 im Gut Wellingsbüttel errichtet.
Das Gut Wellingsbüttel wurde erstmals 1296 erwähnt und war bis 1806 reichsfreies Rittergut Wellingsbüttel, dessen Gebiet 1937 durch das Groß-Hamburg-Gesetz nach Hamburg eingemeindet wurde. Im 19. Jahrhundert wurden das Gut Wellingsbüttel und das Herrenhaus unter den Hamburger Großbürgern Jauch zu einem Mittelpunkt hanseatischer Lebensart.
Das denkmalgeschützte Ensemble aus Herrenhaus mit dem sieben Jahre später errichteten Torhaus an der Alster liegt heute inmitten des unter Naturschutz stehenden Alstertales. Das Torhaus beherbergt das Alstertalmuseum.

## Geschichte des Gutes Wellingsbüttel

### In bremischem Besitz / Reichsunmittelbarkeit des Gutes
Wellingsbüttel wurde erstmals 1296 urkundlich erwähnt, als die holsteinischen Grafen Adolf V. und Johann II. dem Kloster Harvestehude den Kauf von 13 Ortschaften, darunter auch Wellingsbüttel bestätigte. 1412 gelangte das Dorf Wellingsbüttel in den Besitz der Bremer Erzbischöfe, die es vornehmlich an Hamburger Domherren verpfändeten. 1430–1484 befand es sich im Pfandbesitz des Klosters Harvestehude. Nach der Reformation wurde der letzte Domherr Heinrich Banskow enteignet. 1542 wurde Wellingsbüttel bis 1572 an die Brüder Hinrich und Hans Kalenberg als Gnadenlehn, also nicht erblich verlehnt, die ein erstes „Lusthaus nach der Alster hin“ errichteten. Von 1572 bis 1627 war Wellingsbüttel an den dänischen Statthalter von Schleswig-Holstein Heinrich von Rantzau auf Breitenburg und seine Söhne verlehnt. Nach verschiedenen weiteren Belehnungen erhielt 1643 der Kanzler des letzten Bremer Erzbischofs, Dietrich Reinkingk, das Gut als Mannlehen, also mit der Möglichkeit, es zu vererben.
Mit dem Westfälischen Frieden 1648 gelangte das Gut an Schweden. Königin Christine bestätigte 1649 den Besitz Reinkingks und erhob das Gut zum Allodialgut. Dadurch wurde Wellingsbüttel ein freier, vererbbarer Besitz, der keinem Lehnsherrn mehr unterstand. Wellingsbüttel erlangte unter dem Juristen Reinkingk eine sehr eigentümliche staatsrechtliche Stellung. Reinkingk, nun Pfalzgraf und damit befugt, beim Kaiser Recht zu suchen, betrachtete sein Gut als reichsunmittelbares Gut, das keinen Richter mehr über sich hatte als den Kaiser höchstpersönlich.

### Im Besitz der v. Kurtzrock / Entstehung der Baulichkeiten
1673 kaufte Theobald von Kurtzrock († 1682) das Gut Wellingsbüttel für 7.000 Reichstaler. Er war kaiserlicher Resident in Bremen und Thurn- und Taxischer Postmeister. Als Reichshofrat erlangte von Kurtzrock die Reichsunmittelbarkeit für Wellingsbüttel. Das bedeutete, dass die Gutsherren von Wellingsbüttel wie die Anwohner des Dorfes keine Steuern und Abgaben an holsteinische Regierung zahlten und den holsteinischen Gerichten nicht unterstanden.
Nach Theobald von Kurtzrocks Tod 1682 übernahm sein Sohn Maximilian Heinrich von Kurtzrock († 29. Dezember  1735), Reichshofrat und kaiserlicher Resident beim niedersächsischen Reichskreis in Hamburg, das Gut Wellingsbüttel. In erster Ehe hatte er mit seiner Frau Clara († 1722) sieben Kinder. In 2. Ehe hatte er mit seiner Frau Hildegard einen Sohn, Maximilian Günther von Kurtzrock (* 14. April 1726; † nach 1756).
Nach Maximilian Heinrich von Kurtzrocks Tod übernahm 1735 sein ältester Sohn aus erster Ehe, Theobald Joseph von Kurtzrock (* 24. 3. 1703; † 18. 2. 1770) mit seiner Ehefrau Bernhardine Wilhelmine, geborene von Schorlemer, das Gut Wellingsbüttel. Er war Minister des Niedersächsischen Kreises und Oberpostmeister zu Hamburg. Um 1750 ließ er – an Stelle des einfachen Gutshauses – das Herrenhaus in Wellingsbüttel errichten. Im Erdgeschoss des Herrenhauses richtete die katholische Familie von Kurtzrock eine Kapelle ein. Katholische Geistliche entfalteten von dort aus längere Zeit eine intensive Bekehrungstätigkeit, was zu Streitigkeite mit dem Hamburger Rath führte. 1757 schuf Georg Greggenhofer, fürstbischöflicher Hofbaumeister aus Eutin, das Torhaus als Fachwerkbau.
1793 ließ die Familie von Kurtzrock über der Tür des Herrenhauses die Inschrift „Kaiserlich freies Rittergut Wellingsbüttel“ anbringen und an der Gutsgrenze Pfähle setzen, auf deren Tafeln unter dem Reichsadler stand:
Wellingsbütteler Gebiet – Wellingsbüttel, terre appartenante au Baron de Kurtzrock et immediatement soumise a la Empire de Allemagne. (Wellingsbüttel, Land der Freiherrn von Kurtzrock und unmittelbar dem Deutschen Kaiserreich unterstellt.)
Den reichsunmittelbaren Status des Gutes leitete Kurtzrock aus der Mitgliedschaft in der oberrheinischen Ritterschaft seines Vaters Theobald Joseph von Kurtzrock ab, die dieser 1763 erworben hatte. Als Zeichen der Reichsunmittelbarkeit wurde an der Einfahrt am Torhaus zum Hofplatz auch das „Römisch- und Österreichische-Kaiserliche-Wappen“ angebracht. Auf dem Wappenschild standen noch die Worte „Protectorium“ und „Salve-guardia“ (Personen und Sachen des Ortes stehen unter dem besonderen Schutz einer Herrschaft). Ein kaiserlicher Schutzbrief von 1696 hatte den Kurtzrocks das Recht eingeräumt, in unsicheren Zeiten ihren Besitz durch ein Reichswappen zu kennzeichnen. 1803 befahl die dänische Regierung die Inschriften zur Reichsunmittelbarkeit auf dem Gut zu entfernen. Im Herbst 1805 ließ von Kurtzrock zusätzlich einen Schlagbaum errichten, an dem auch Wegegebühren erhoben wurden. Für den dänischen Kronprinzen war das eine Provokation.
Der Wiederausbruch des Krieges zwischen England und Frankreich im Jahr 1805 hatte auch die Besetzung Norddeutschlands durch französische Truppen zur Folge. Um die dänische Neutralität gegenüber den kriegführenden Parteien zu verteidigen, wurden die Holsteiner Herzogtümer um weitere Truppen verstärkt.
Am 2. Dezember 1805 erging der Einsatzbefehl zur Einquartierung von 120 Soldaten auf dem Gut Wellingsbüttel. Mit den angeordneten Einquartierungen waren die Bürger, Bauern und auch der Adel verpflichtet, die Soldaten gegen Entschädigungen aufzunehmen und zu verpflegen. Dieses galt auch für das Gut Wellingsbüttel, was Clemens August von Kurtzrock jedoch ablehnte. Er berief sich auf den reichsunmittelbaren Status seines Gutes und auf den Erlass Kaiser Franz II. vom 2. März 1805, worin „der dänische König den Reichsfreiherrn von Kurtzrock in dem Besitze der Immunität von der Holsteinischen Landeshoheit nicht zu stören“. Der Einspruch wurde vom Militär ignoriert, die Einquartierung der Soldaten erfolgte im Gasthaus Brandt, dicht neben dem Gutsbezirk. Die von Kurtzrock gesetzten Grenzpfähle (Herrschaftssymbole des Deutschen Reiches in Wellingsbüttel) wurden kurz nach der Einquartierung der dänischen Soldaten von diesen entfernt, so auch am 8. März 1806 das kaiserliche Wappen am Torhaus. Es symbolisierte zugleich die Machtlosigkeit und das Ende des Heiligen Römischen Reiches Deutscher Nation.
Im Gerichtsverfahren desselben Monats wurde Clemens August von Kurtzrock wegen „verweigerter Untertanenpflicht und behaupteter Reichunmittelbarkeit“ zu einer Geldstrafe verurteilt. Außerdem verlor er in seinem holsteinischen Gut die bisherigen Privilegien. Kurz vor der Niederlegung der deutschen Kaiserkrone durch Franz II. am 6. August 1806 willigte Kurtzrock in den Verkauf des Gutes an König Friedrich VI. von Dänemark und Norwegen ein und erhielt für das Gut für 80.000 Taler. Die Familie zog nach Österreich unter dem Namen Freiherren von Wellingsbüttel.

### Im Lehnsbesitz des Herzogs von Holstein-Beck / Erhebung zum Kanzleigut

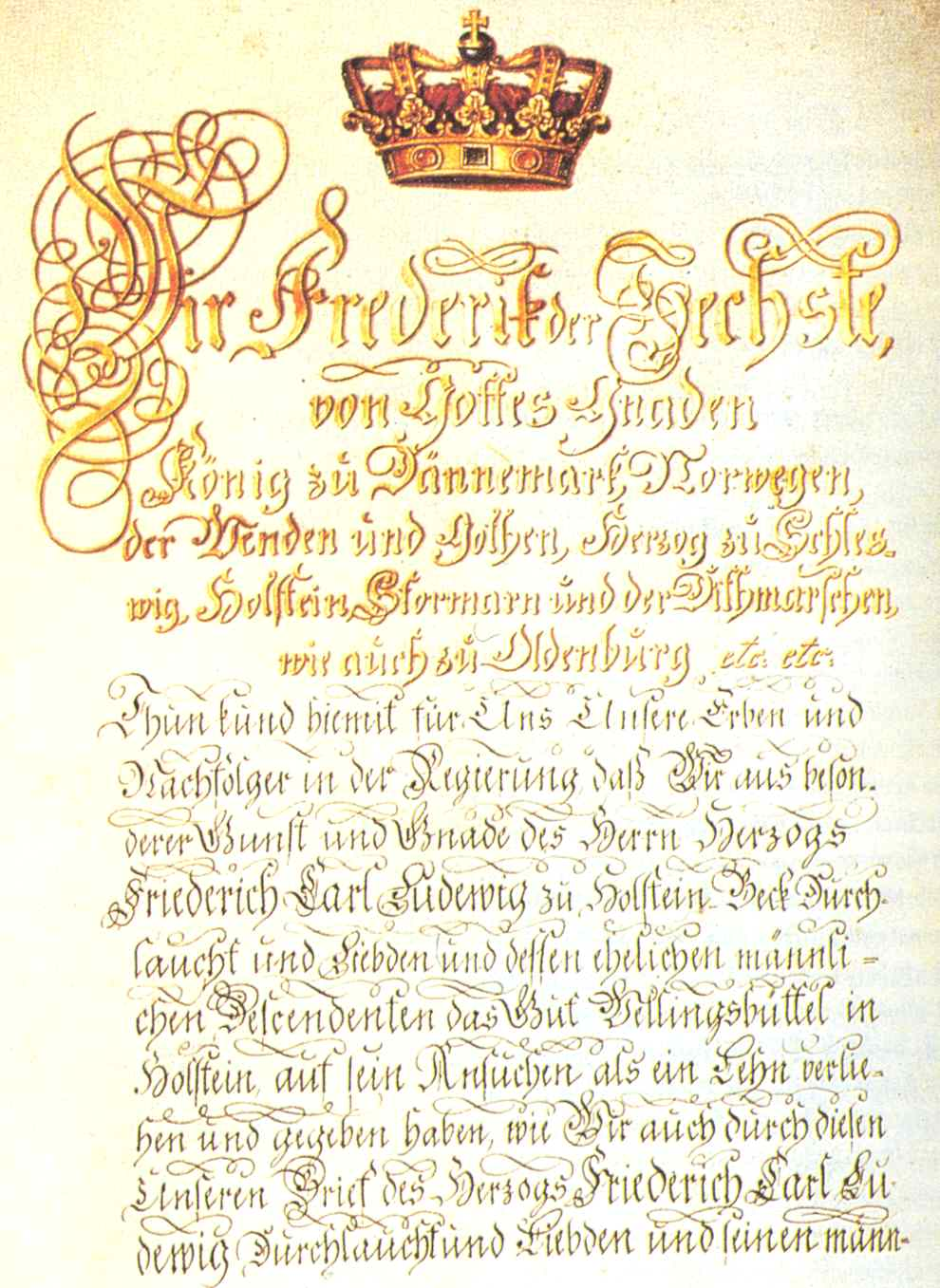
Lehnsbrief von 1810 für Friedrich Karl Ludwig mit dem Gut Wellingsbüttel

1810 belehnte der dänische König seinen Verwandten Herzog Friedrich Carl Ludwig von Schleswig-Holstein-Sonderburg-Beck (1757–1816) mit dem Gut Wellingsbüttel. Der Herzog war Königlich-Preußischer Generalleutnant gewesen und dann in Russische Dienste getreten. 1810 wurde er dänischer General. Er ist Vorfahr der Britischen Königsfamilie – sowohl von Elisabeth II. als auch ihres Gemahls Philip Mountbatten, Duke of Edinburgh, des Dänischen Königshauses, des Norwegischen Königshauses, des vormaligen Griechischen Königshauses und der Königin Sophia von Spanien. Während seines Besitzes wurde Wellingsbüttel zum Kanzleigut erhoben. Ein der Königlich-Dänischen Kanzlei in Kopenhagen direkt unterstelltes Kanzleigut war der örtlichen Gerichtsbarkeit entzogen, übte eigene Patrimonialgerichtsbarkeit und besaß Hoheitsrechte gegenüber den anderen Ortsbesitzungen.
Von 1813/1814, während der Belagerung Hamburgs durch die russischen Truppen (Hamburg war von den französischen Truppen besetzt), war das Gut Wellingsbüttel im Besitz des russischen Generals Levin August von Bennigsen.
Nach dem Tod von Herzog Friedrich Karl Ludwig im Jahr 1816 fiel das durch die kriegerischen Ereignisse in Konkurs geratene Gut wieder an die dänische Krone zurück, die den Haupthof und einige Stallungen 1818 an den Hamburger Kaufmann Hercules Roß für 12.000 Taler verkauften. Der übrige Teil des Gutes und das Dorf blieben im dänischen Besitz. Das nunmehr 250 ha umfassende Gut mit seiner Holzung Grevenau an der Alster blieb im Privatbesitz, das mehrfach seinen Eigentümer wechselte.

### Blütezeit des Kanzleigutes unter den Hamburger Großbürgern Jauch
Am 23. September 1846 gingen das Kanzleigut Wellingsbüttel und drei damit verbundene Grundstücke im königlichen Dorf Wellingsbüttel im Wege der Versteigerung für 58.720 Reichstaler an Johann Christian Jauch junior (1802–1880) und seinen Sohn Carl Jauch (1828–1888) über. Die Jauch waren Großbürger zu Hamburg. Johann Christian Jauch junior betrieb mit seinem Vater Johann Christian Jauch senior (1765–1855) und seinen Brüdern die in Hamburg führende Holzgroßhandlung J. C. Jauch & Söhne. Der durch den Brand der Stadt Hamburg im Jahre 1842 ausgelöste große Bedarf an Bauholz zum jahrelangen Wiederaufbau der zerstörten Stadtteile führte bei der Familie Jauch mit ihrem großen Waldbestand des Gutes zu beträchtlichem Reichtum. Der nahe Alsterfluss war zudem der geeignete Transportweg, über den die Baumstämme von Wellingsbüttel nach Hamburg geflößt werden konnten. Unter den Jauch erlebte das Gut seine Blütezeit.
Im Gegensatz zu den wohlhabenden Gutsherren war die Lage der Bewohner des Dorfes Wellingsbüttel desolat. Das Dorf und seine Armenlasten waren bereits unter Herzog Friedrich Carl Ludwig von Holstein-Beck von dem Gut getrennt worden. Seitdem gerieten viele auf ihren Flächen selbständige Kleinbauern in Armut und verloren ihr Land in Konkursverfahren oder verkauften es an die Jauch. Zwischen 1846 und 1876 erwarben die Jauch acht umliegende Besitzungen hinzu, darunter das Landhaus „Grüner Jäger“ sowie den bei Hamburger Ausflüglern geschätzten Gasthof Sander. Die Jauch ließen mit Ausnahme des Landhauses „Grüner Jäger“, das sie als Jagdhaus nutzten, sämtliche Gebäude auf den hinzuerworbenen Flächen niederlegen. Sie fügten die Ländereien dem Gutspark hinzu, in dem bereits der frühere Landsitz der Hamburger Familie Sillem an der Alster aufgegangen war, und vergrößerten ihn von anfangs 110 ha auf 250 ha.
Die ohnehin nicht besonders ertragreiche Landwirtschaft trat unter den Jauch in den Hintergrund – Wellingsbüttel wandelte sich zum hanseatischen Landsitz und wurde Schauplatz ausgedehnter Jagden und gesellschaftlicher Ereignisse. Die jagdliebenden Jauch ließen – wie schon neben ihrem Stadthaus am Stadtdeich in Hamburg, bei dem sich sogar ein Bärenzwinger befand – hinter dem Herrenhaus einen Hirschpark anlegen, der nebenbei die Anziehungskraft Wellingsbüttels als beliebte Landpartie der Hamburger noch vergrößerte. Zur Erweiterung der Jagdmöglichkeiten pachteten die Jauch zu den eigentlichen Gutsflächen den landschaftlich reizvollen Duvenstedter Brook hinzu und setzten dort Fasane aus. Die von den Jauch nach Wellingsbüttel geholten Bediensteten, insbesondere die für die große Haushaltung benötigten Köchinnen, wurden Stammeltern einer Reihe heute in Wellingsbüttel ansässiger Familien.
Aus der Familie Carl Jauch gingen fünf Söhne und eine Tochter hervor. Der am 31. März 1856 geborene Sohn Carl Robert hat offenbar in Wellingsbüttel gelebt; seine drei Kinder wurden dort geboren. Sein Sohn Johannes Franz Friedrich „Hans“ Jauch (* 20. Juli 1883 auf Gut Wellingsbüttel; † 24. Juli 1965 in Wesel) war ein deutscher Offizier und Freikorpsführer.
Nach dem Tod von Carl Jauch im Jahr 1888 verkauften seine Erben das Gut an die Bankierswitwe Cäcilie Behrens.

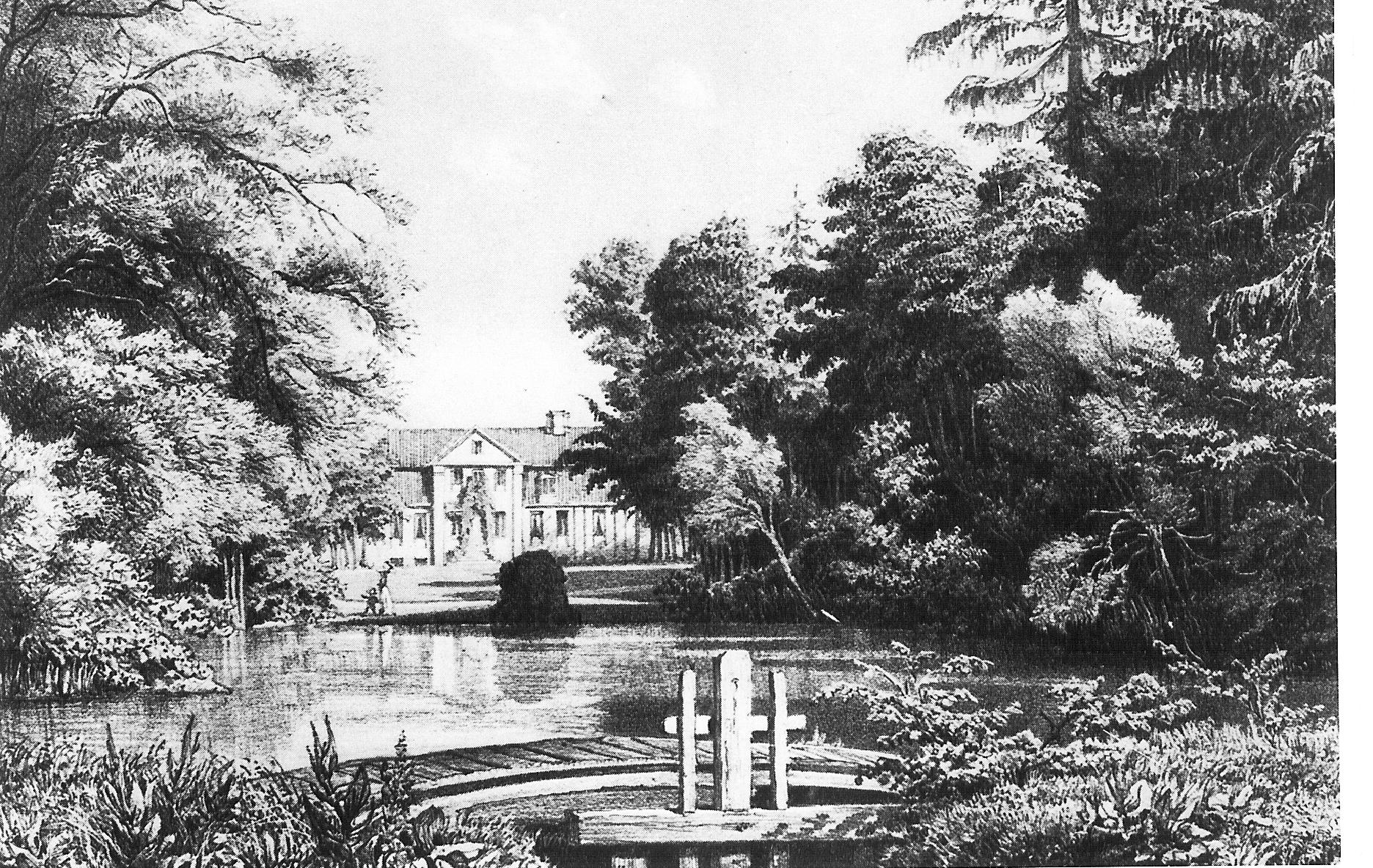
Wellingsbüttel im Besitz des Herrn Jauch – Parkseite (Lithographie nach Adolf Hornemann, 1850)
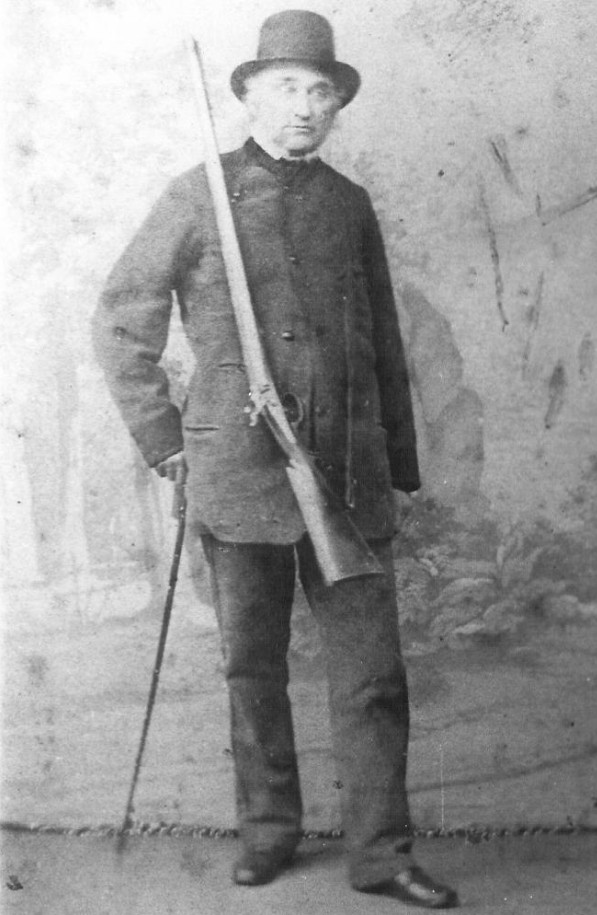
Johann Christian Jauch junior auf dem Weg zur Jagd auf Wellingsbüttel (um 1850)
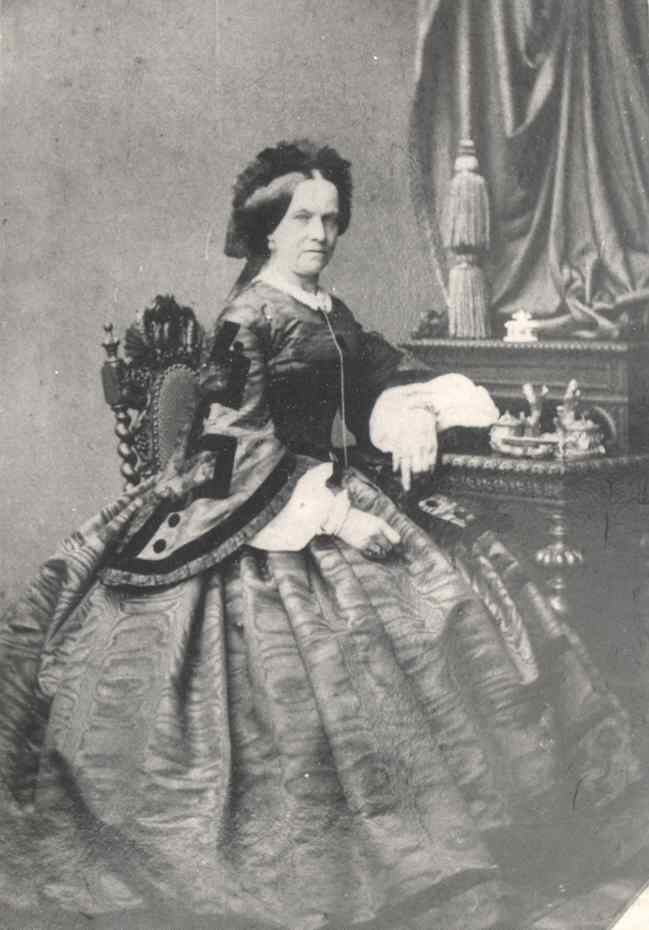
Friederica Jauch (1809–1864), Herrin auf Wellingsbüttel
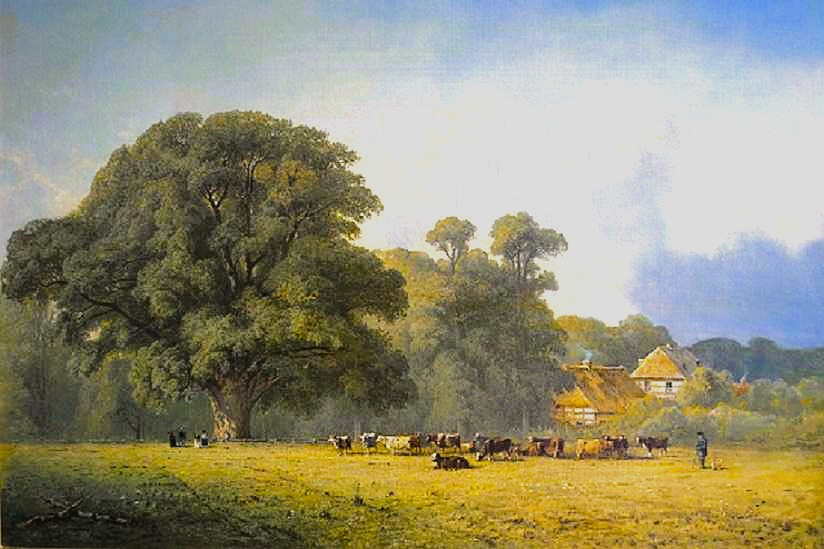
Eugen Krüger: Gut Wellingsbüttel, Landpartie, links Carl und Louise Jauch geb. von Plessen (1868)
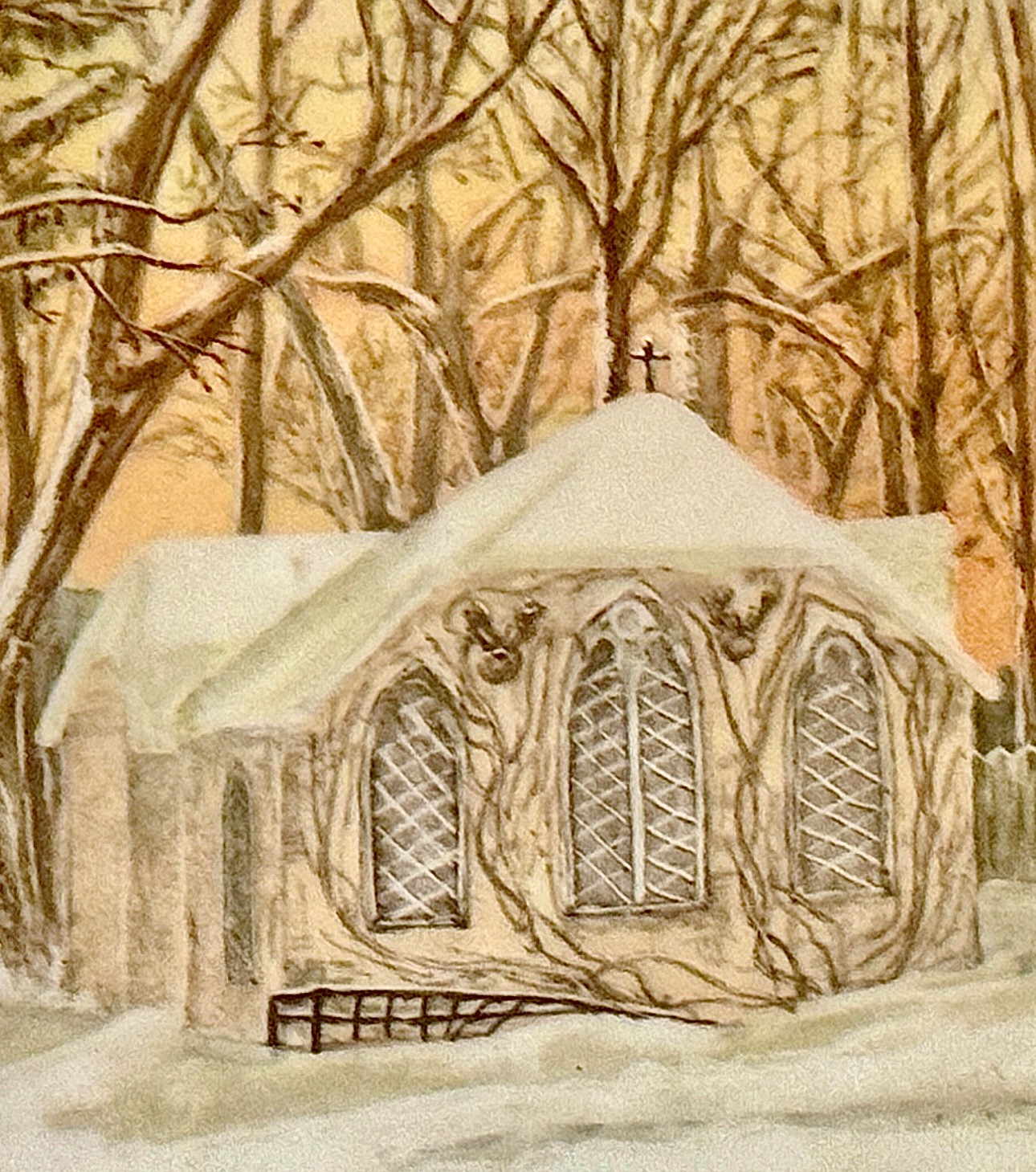
Hubertuskapelle auf Wellingsbüttel

### Wandel des Gutes zu einem Villenvorort Hamburgs
Die neue Besitzerin Cäcilie Behrens baute das Herrenhaus in den Jahren 1888 bis 1890 um, starb aber bereits 1891.
Nachfolgender Besitzer wurde der Hamburger Kaufmann Otto Jonathan Hübbe. Zu der Zeit verfügte das Gut über rund 65 Bedienstete, 26 Pferde, 180 Milchkühe und 30 Stück Jungvieh. In der Absicht, das fast 500.000 Quadratmeter umfassende Gutsgelände aufzusiedeln und zu verkaufen, brachte Hübbe seinen Besitz 1912 in eine Siedlungsgesellschaft, die Alsterthal-Terrain-Actien-Gesellschaft (ATAG), ein, die das Gut für den Eigenheimbau parzellierte. Mitgesellschafter waren die vormaligen Gutsbesitzer der Nachbargüter in Poppenbüttel und Sasel.
Mit der Erstellung der sogenannten ATAG-Klauseln im Jahre 1913 sollte eine geordnete bauliche Entwicklung des Alstertales gewährleistet werden. Insbesondere sollte mit dem Instrument der Mindestgrundstücksgrößen von 1000, 1500, 2500 oder 5000 m² sichergestellt werden, dass Villengebiete entstehen, die dem besonderen landschaftlichen Charakter im Bereich des Alsterlaufes entsprachen. Der Zuschnitt der Grundstücke am Alsterlauf in Wellingsbüttel mit einer Mindestgröße von 5000 m² sollte zudem die Exklusivität des Ortes sichern. Nach der Liquidation der ATAG im Jahre 1947 wurde die Stadt Hamburg Rechtsnachfolger, der bis heute gehalten ist, bei seiner Bebauungsplanung die ATAG-Klauseln zu berücksichtigen.
Das Herrenhaus und den Gutspark erwarb der Hamburger Kaufmann Friedrich Kirsten (1842–1924). Das Herrenhaus wurde unterschiedlich genutzt und verfiel zunehmend.
Die letzten landwirtschaftlichen Flächen verschwanden nach dem Zweiten Weltkrieg, Wellingsbüttel verstädterte endgültig und ist heute ein Villenvorort Hamburgs.

## Bauwerke

### Herrenhaus

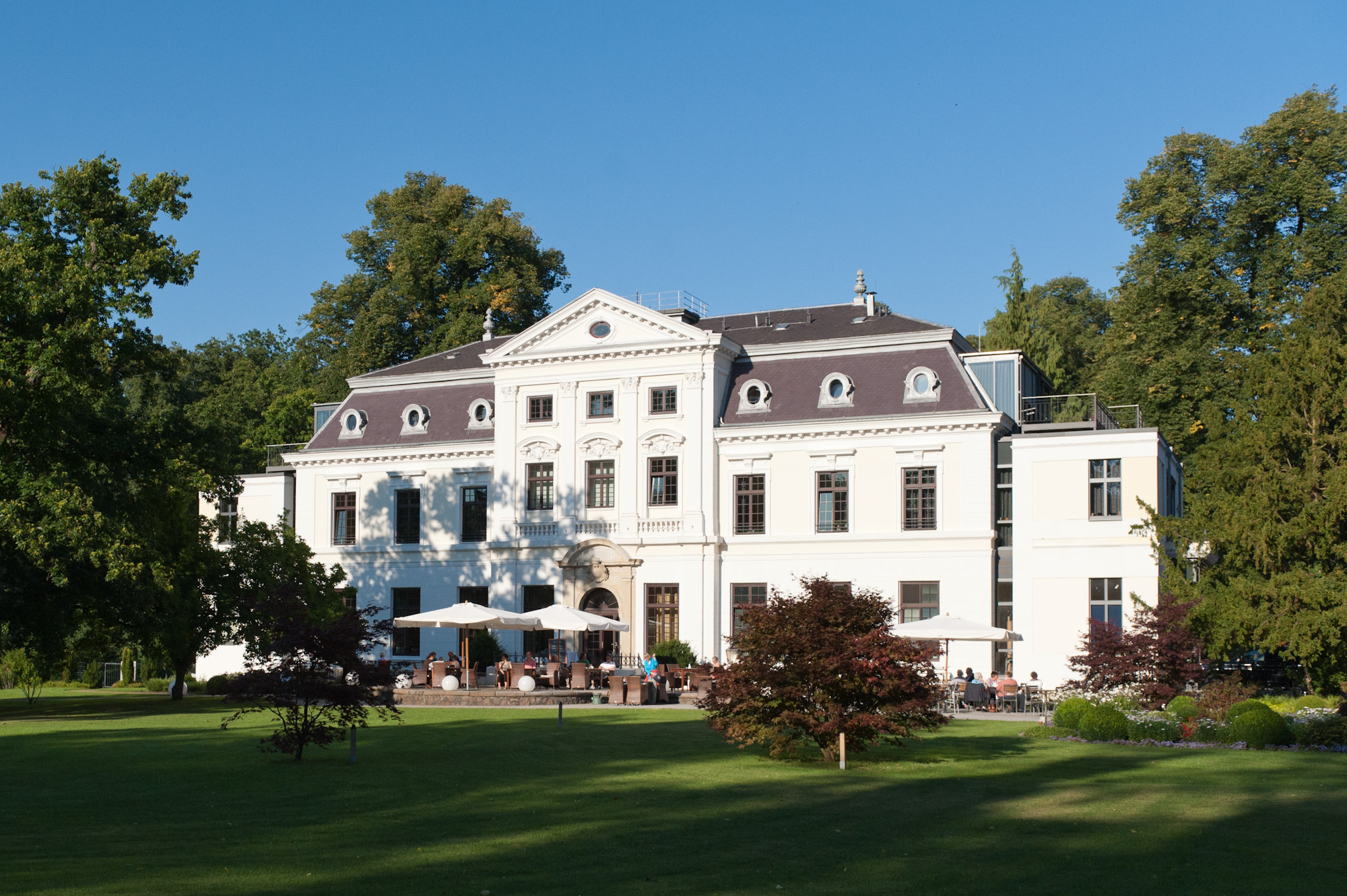
Herrenhaus – Parkseite, heute Seniorenresidenz

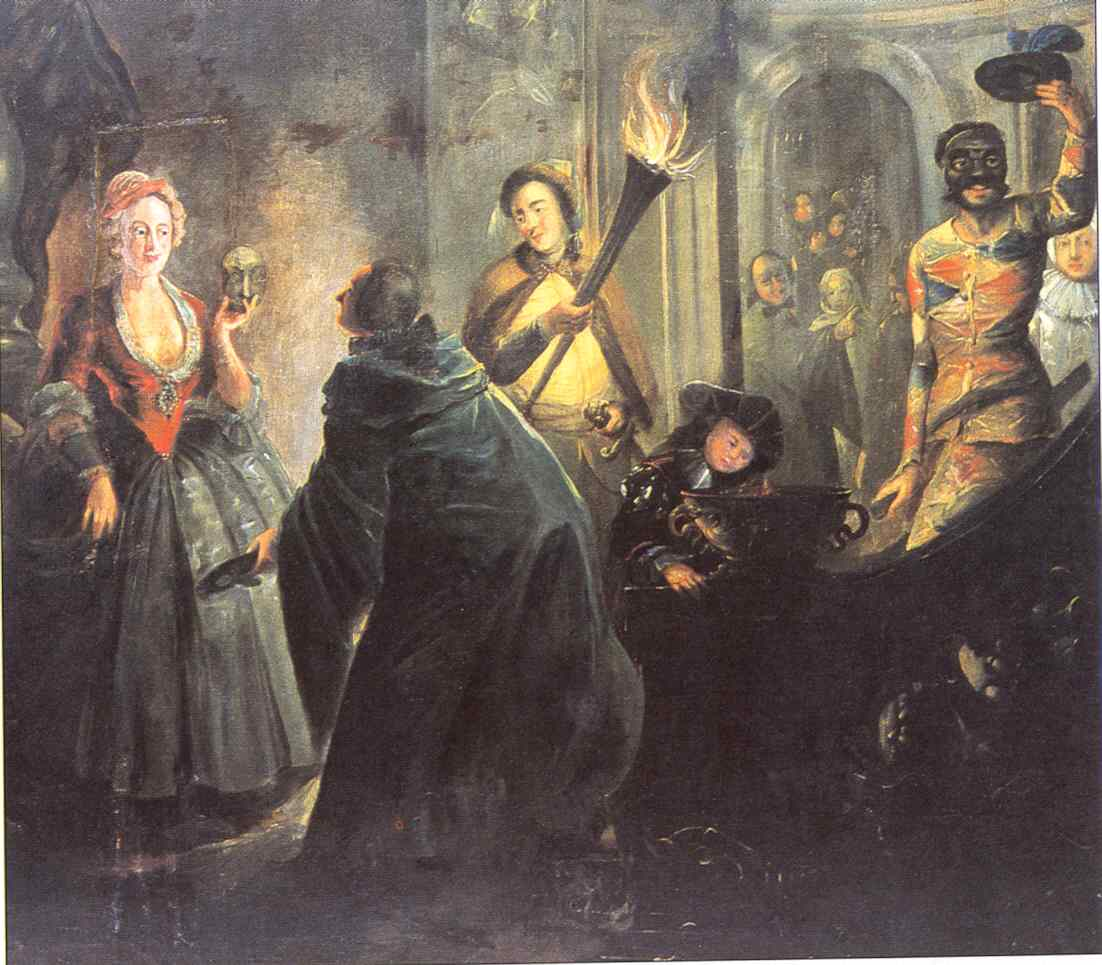
Demaskierungsbild, ehemals im Mittelsaal des Herrenhauses, um 1750

Um etwa 1750 ließ Theobald Joseph v. Kurtzrock das Herrenhaus Wellingsbüttel und sieben Jahre später das Torhaus errichten. Der Baumeister des Herrenhauses ist unbekannt. Das Herrenhaus ist ein neunachsiger Barockbau mit Mittelrisalit, hinter dem der zentrale Saal des Herrenhauses liegt.
Eines der wenigen erhaltenen Objekte aus der ursprünglichen Inneneinrichtung des Herrenhauses ist das um 1750 entstandene Wandgemälde. Es zeigt eine Maskenballszene in höfischem Ambiente. Heute befindet es sich in der Bibliothek des Torhaus-Museums.
Wilhelm Melhop schreibt zu diesem Bild: Ein noch vorhandenes großes Bild zeigt angeblich, wie der Zar Peter III. auf der Maskerade seiner Mätresse denjenigen Höfling vorstellt, den sie auf sein Geheiß zum Gemahl nehmen müsste; ihr Gesicht ist darüber (bei der Demaskierung) offenbar sehr wenig erfreut.
Ein Teil der Möblierung des Herrenhauses soll ein Geschenk des russischen Zarens an den Grafen von Kurtzrock gewesen sein, welcher längere Zeit kaiserlich russischer Gesandter in Hamburg war.
1888 wurde das Herrenhaus im Auftrag der damaligen Besitzerin, Frau Behrens, geb. Redlich durch den Architekten Martin Haller um ein Geschoss aufgestockt und mit einer neobarocken Putzfassade versehen. Vordem hatte der eingeschossige Backsteinbau nur im Mittelteil ein Obergeschoss. Neben Veränderungen einiger Hofgebäude wurden vom Architekten auch die Wasserversorgungs- und Lichtanlagen hergestellt.
Seit dem Zweiten Weltkrieg befand sich im Herrenhaus ein ausgelagerter Teil der – seit 1934 in Wellingsbüttel beheimateten – Grundschule Strenge mit den Klassen 1 bis 4.
Von 1964 bis 1997 war im Herrenhaus (im Besitz der Stadt Hamburg) das 1962 gegründete Hansa-Kollegs untergebracht. Es war die einzige Ganztagsschule in der Stadt, an der Erwachsene auf dem Zweiten Bildungsweg Abitur machen konnten. Das Institut des Zweiten Bildungswesens zur Erlangung der Hochschulreife mit angeschlossenem Internat, so die offizielle Bezeichnung, war eine Gründung der drei norddeutschen Bundesländer Schleswig-Holstein, Hamburg und Bremen. Pro Lehrgang und Jahr standen 25 Lehrgangsplätze zur Verfügung, die nach einem Auswahlverfahren im Rahmen einer dreitägigen Aufnahmeprüfung vergeben wurden. Schleswig-Holstein konnten 13, Hamburg 7 und Bremen 5 Plätze belegen. Für die Nutzung des Kollegs und die Unterbringung der Kollegteilnehmer wurde das Herrenhaus umfangreich umgebaut. Ab 1971 standen dem Kolleg 75 Plätze zur Verfügung. Für die 55 zusätzlichen Internatsplätze wurde an der östlichen Seite des Herrenhauses ein zweigeschossiger Neubau errichtet. Mit der Nutzung des Herrenhauses war auch deren Erhalt sowie der der zugehörigen Parkanlage mit dem Torhaus gewährleistet. Die Räume des Kollegs wurden auch für öffentliche kulturelle Zwecke genutzt. Mit zunehmendem Rückgang der Kollegteilnehmer und der hohen Unterhaltskosten wurde 1995 entschieden, das Kolleg im Herrenhaus aufzugeben. Seit 1997 befindet sich das Hansa-Kolleg in Barmbek-Süd, in der Von-Essen-Straße.
2006 erhielt das Herrenhaus eine grundsätzlich neue Nutzung. Das historische Gebäude wurde zu einer Seniorenresidenz mit 14 Apartments umgebaut. Die größeren Repräsentationsräume im Erdgeschoss wurden dabei in ihrem ursprünglichen Zuschnitt erhalten.

### Torhaus
Das Torhaus stammt aus dem Jahr 1757, sein Bauherr war der Gutsherr Theobald Joseph von Kurtzrock. Der Entwurf des Torhauses stammt von Georg Greggenhofer. Ausgeführt wurde der Plan von dem Maurermeister Leptien. Das Torhaus ist dem Backsteinbarock zuzurechnen. Es trägt einen Dachreiter und eine Uhr.
Das Torhaus war nicht nur repräsentatives Entree zu der Gutsanlage mit Herrenhaus, sondern auch integriert in den landwirtschaftlichen Alltag des Gutsbetriebes. Im linken Flügel befanden sich Pferdestallungen und eine Kammer für die Pferdeknechte (heute der Vortragsraum) und im rechten Flügel waren die Wohnung des Großknechts sowie Landarbeiterwohnungen (heute das Museum) untergebracht. Über der früher mit einem großen Tor verschlossenen Durchfahrt befand sich ein Kornboden.
Nach einer teilweisen Restaurierung des Torhauses im Herbst 1957 wurde in seinen Räumen das Alstertal-Museum eröffnet. Ausgestellt wurden Objekte aus der Vor- und Frühgeschichte des Alstertals sowie volkskundliche Exponate und bäuerliche Gerätschaften aus der Region. Nach dem Abschluss der Restaurierung des gesamten Gebäudes wurde das Museum 1970 in den linken Flügel des Gebäudes verlagert.
Erst zwischen 1967 und 1973 wurde, auf Anregung des damaligen Hamburger Bürgermeisters Herbert Weichmann, der rechte Flügel instand gesetzt.
Das Torhaus ist heute wegen seiner Nutzung als Alstertal-Museum und Veranstaltungsort („Kulturkreis Torhaus“) zum kulturellen Mittelpunkt des Alstertals geworden. Das Gebäude steht unter Denkmalschutz, verzeichnet in der Denkmalliste Hamburg unter den Nummern (ehemals) 141 und (heute) 506.

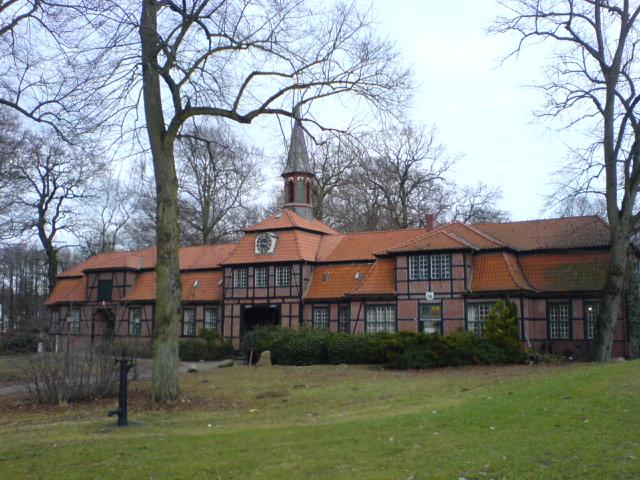
Das dem Herrenhaus vorgelagerte Torhaus
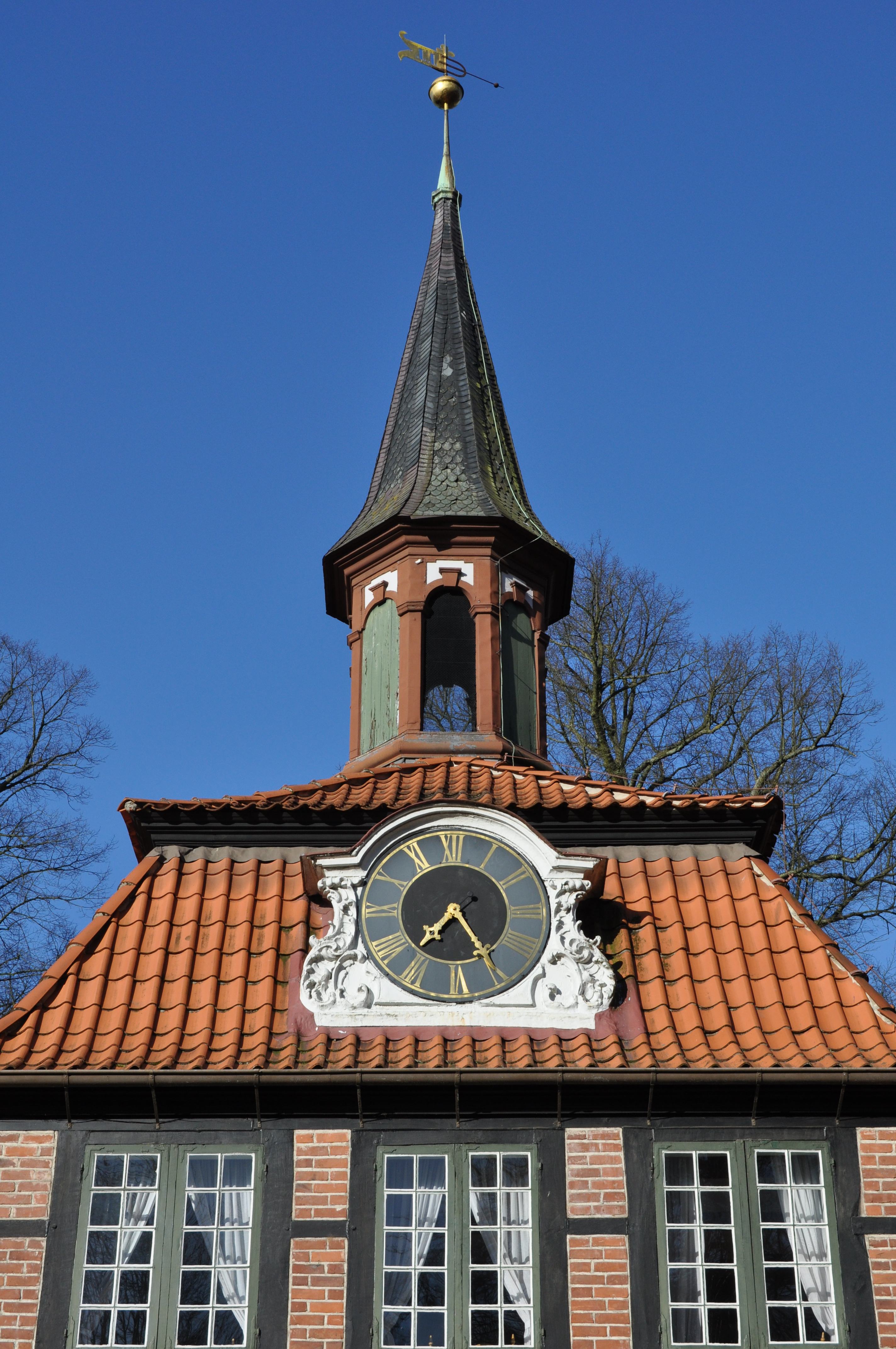
Turm des Torhauses
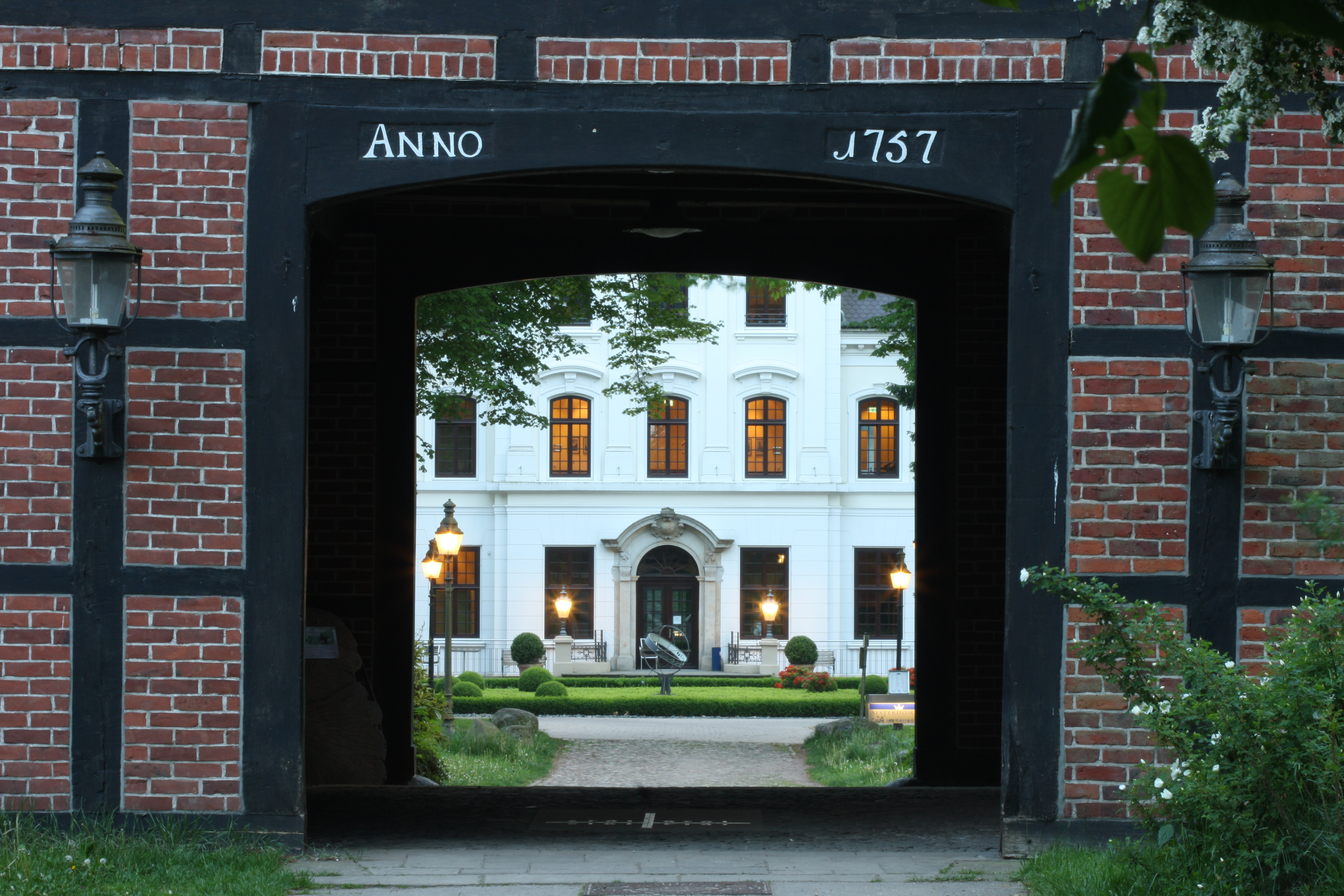
Blick durch das Torhaus zum Herrenhaus – Front

### Außenanlagen
Zu dem historischen Gesamtensembles mit dem Herrenhaus und Torhaus zählen auch drei Aussichtsbastionen, die mit dem Bau des Torhauses um 1757 errichtet wurden. Die nahezu verfallenen Bauwerke wurden aufwendig saniert und 2021 in ihren ursprünglichen Formen wieder hergestellt.

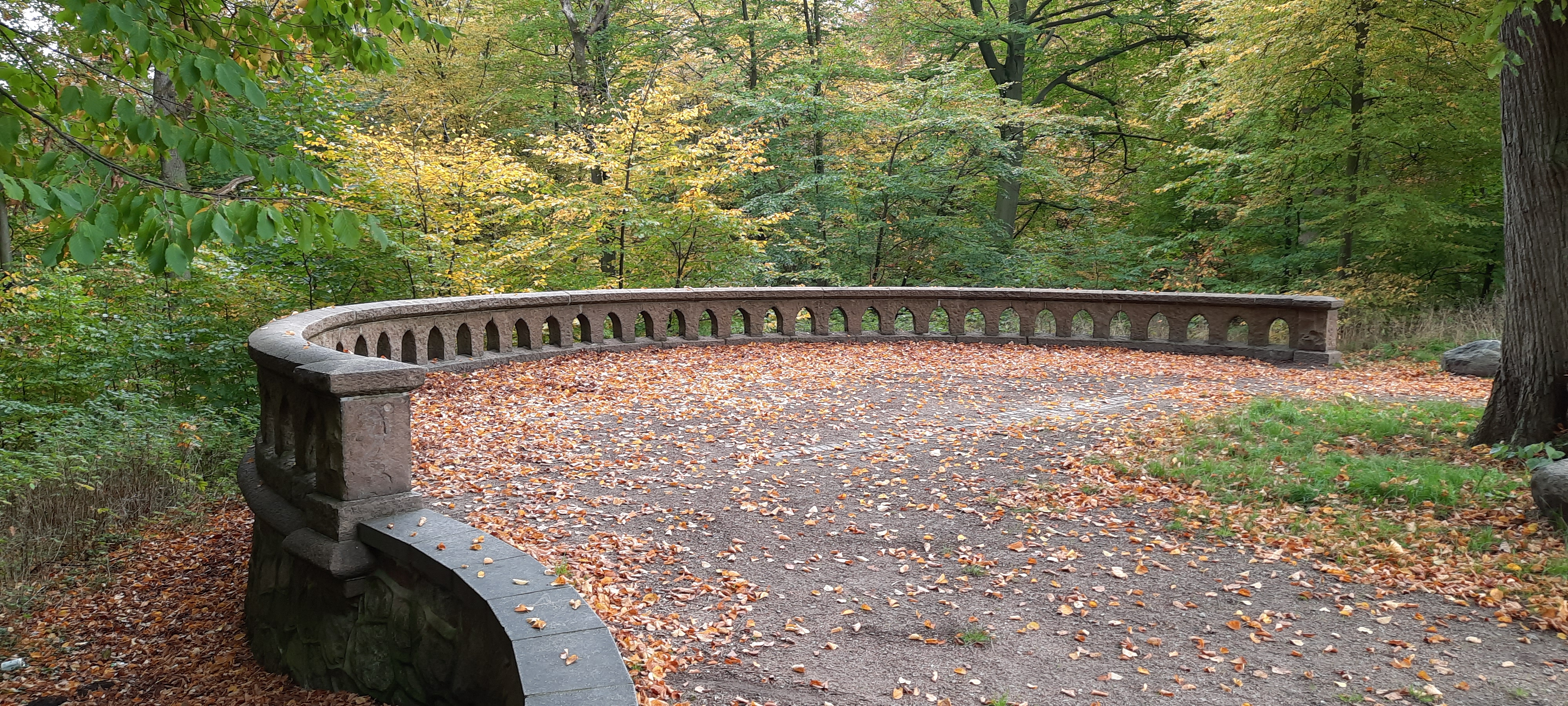
Aussichtsbastion an der Christian-Boeck-Allee (auf einer Linie von Herrenhaus und Torhaus).
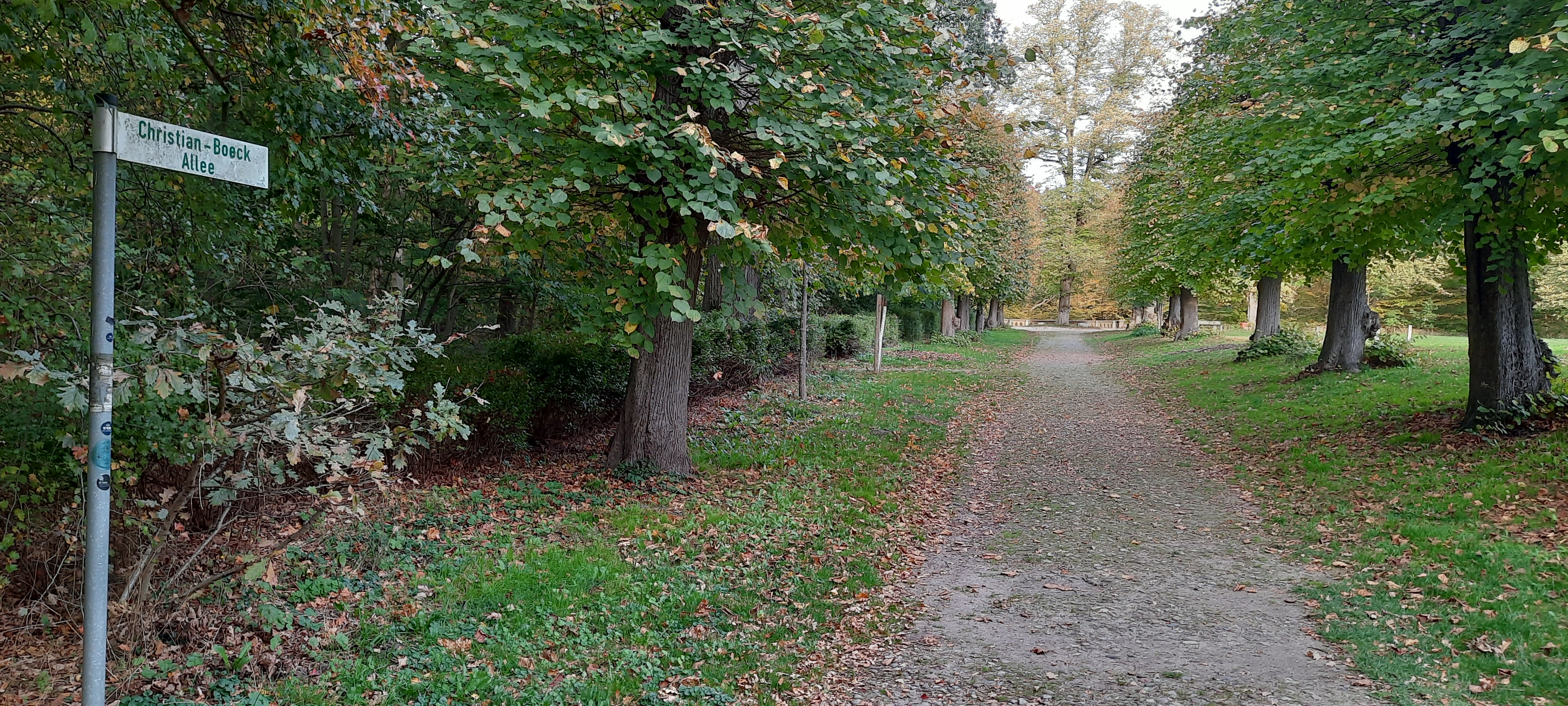
Christian-Boeck-Allee[15] zwischen Torhaus und Aussichtsbastion.
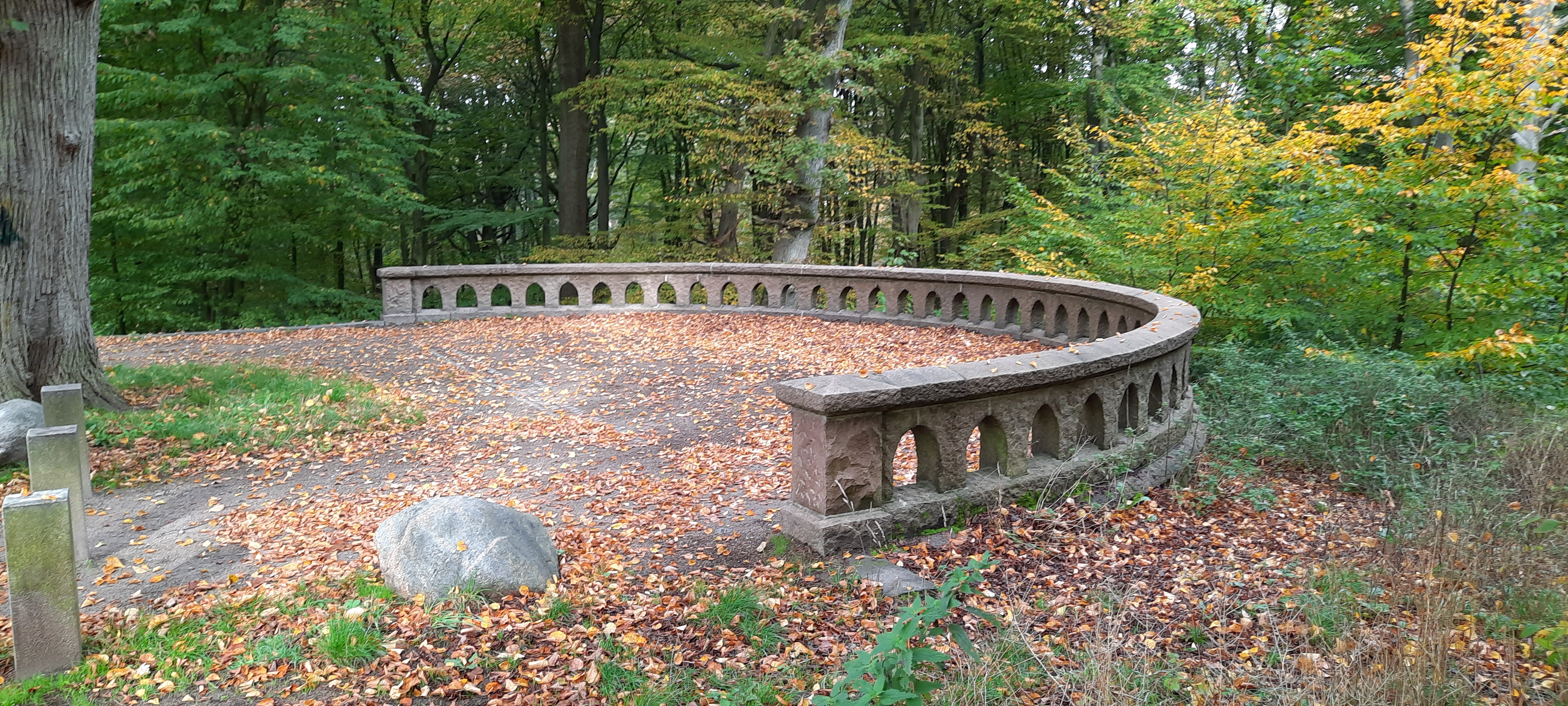
Zweite Aussichtsbastion an der Christian-Boeck-Allee, versetzt zum Torhaus.
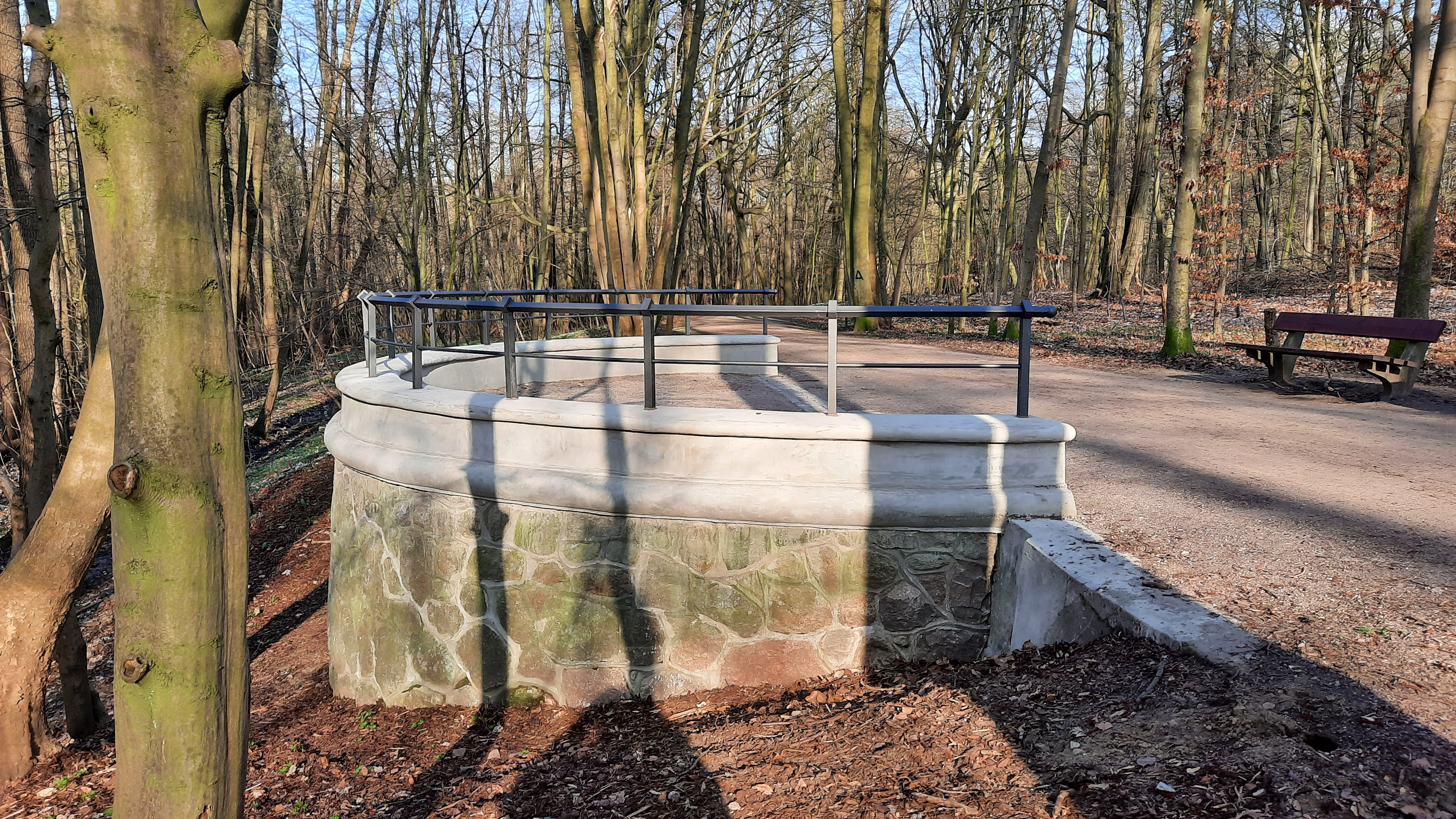
Aussichtsbastion am Herrenhaus, Alsterwanderweg.

## Kultur und soziales
- Das Alstertal-Museum des Alstervereins im Torhaus Wellingsbüttel zeigt eine dauernde und wechselnde Ausstellungen mit Exponaten aus dem Oberalster-Raum.[16]
- Der Bürgerverein Wellingsbüttel mit seinem Kulturkreis Torhaus hat sich gegenüber der Stadt Hamburg verpflichtet, den von ihm genutzten Teil der Torhauses zu erhalten und das Haus mit kulturellem Leben zu füllen. Pro Jahr werden ca. 35 bis 45 Veranstaltungen wie Konzerte jeder Art, Dichter- und Autorenlesungen, Ausstellungen, Vorträge, Seminare und Kurse, Kinovorführungen, Fahrten zu literarischen und geschichtlichen Stätten und Kunstführungen angeboten. Der Weihnachtsmarkt der Kunsthandwerker sowie ein in Planung befindlicher Ostermarkt runden das Angebot ab.
- Das Herrenhaus wird als Seniorenresidenz und zu einem Teil als öffentliches Café mit einer Gartenterrasse genutzt.

## Lage
Wellingsbüttler Weg 75, D-22391 Hamburg-Wellingsbüttel